# 準天頂衛星系統
準天頂衛星系統（日語：準天頂衛星システム；縮寫：QZSS）是以人造衛星透過時間和頻率轉換完成全球定位系統區域性功能的衛星擴增系統。此系統具有4顆衛星，主要服務日本，亦覆蓋東亞、澳洲等地。于2018年11月1日正式启用。通过使用专用接收设备可以提供10厘米以下的定位精度。
準天頂衛星系統是針對移動應用系統提供視訊基礎服務（影像、聲音和資料）和定位資訊。對於其定位服務，在獨立模式下工作時，QZSS目前只能提供有限的精度，因此他將被視為是全球導航衛星系統擴增服務。它的定位服務還將與目前日本還在發展中的多功能運輸衛星（Multi-Functional Transport Satellite）結合。這是一個類似美國聯邦航空管理局的廣域增強系統。

## 歷史
日本政府在2002授權，由先進空間商業公司（Advanced Space Business Corporation）開始發展準天頂衛星系統，原本設計由三枚衛星組成。這個團隊包括三菱電機、日立、伊藤忠商事、日本電氣、三菱商事、豐田汽車等59家相關企業、和全球導航衛星系統技術公司 （GNSS Technologies Inc）。然而，由於所需資金龐大，這項工作於2007年由衛星定位研究與應用中心（Satellite Positioning Research and Application Center ）接手。衛星定位研究與應用中心由日本政府文部科學省 、總務省、經濟產業省和國土交通省四個部門組成。
2010年9月11日，首枚衛星「引路」成功發射。2013年，日本內閣府宣布將衛星由三枚增加至四枚。其後，日本在2017年6月、8月及10月先後發射了第二、三及四枚衛星，初步建成了準天頂衛星系統。2021年10月26日，首颗卫星的替补卫星发射成功。日本政府計劃在2025年把準天頂系統擴建到7枚衛星，令系統可在沒有GPS訊號的情況下獨立運作。
2023年5月，日本政府宣布計劃擴建到11枚衛星。獨立及完整的日本系統能在沒有美國衛星訊號的情況下，繼續提供高精確度的定位服務，以保障國家安全。身兼太空政策委員會成員及東京大學教授的鈴木和人稱，11枚衛星可視為一套全整的（區域型）衞星導航系統。

## QZSS和定位擴增
QZSS可在兩方面增強全球定位系統的效能：可用性，增進GPS信號的可用性；其次為效能改善，增加GPS導航的準確度和可靠度。
準天頂衛星發送的GPS可用性增強訊號和現代化的GPS訊號相容，因此確保了兩系統的互通性。QZS將發送L1C/A 信號、L1C信號、L2C信號和 L5信號。這將大大減少對於規範及接收機設計的改動。
QZS能經由L1-SAIF及LEX次米級效能增強訊號，提供測距校正資料。因此相較於獨立的GPS，GPS加上QZSS組成的聯合系統可提供更好的定位效能。另外，通過故障監測和系統健康資料的通報，提高了可靠度。QZSS還提供使用者其他輔助資料，改善GPS信號擷取。
依據原本的計畫，QZS攜帶兩種類型的太空用原子鐘：氫邁射和銣原子鐘。但被動式氫邁射的發展已於2006年終止。定位信號將由銣原子鐘生成，採用類似GPS報時系統的體系結構。QZSS將使用雙向衛星時間和頻率傳輸架構（TWSTFT，Two-Way Satellite Time and Frequency Transfer），這將可以獲得衛星原子鐘在太空中的標準行為和一些其它研究的基礎知識。

### QZSS 的計時和遠端同步
雖然第一代QZSS的計時系統（TKS，timekeeping system）使用銣原子鐘，但第一個QZS將攜帶一個實驗性質的晶體時鐘同步系統原型。在兩年軌道測試階段的第一年，這個系統將進行初步的測試，研究無原子鐘技術的可行性，其成果將使用於第二代的QZSS上。
此QZSS TKS技術是一種新的衛星計時系統，它不需要像現存的導航系統如GPS、格洛納斯系統和伽利略系統使用機載的原子鐘。此系統的特點在於採用了一種結合輕量化可調式機載鐘及地面同步網路的同步框架，使用機載鐘轉發由地面網路得到的精確時間。在衛星可以直接聯繫地面站的情況下，這個系統可以得到最好的效能，因此適合像日本QZSS這樣的系統使用。這種新系統的最大優勢在於低衛星質量、低衛星製造和發射成本。此概念的大綱和兩種可能的實現方法，發表於Fabrizio Tappero的博士研究。

## 卫星参数
| —                  | 1号                           | 2号/4号                                           | 3号                                      | 1号替补                                       |
| ------------------ | ----------------------------- | ------------------------------------------------- | ---------------------------------------- | --------------------------------------------- |
| 轨道               | 准天顶轨道                    | 准天顶                                            | GEO                                      | 准天顶                                        |
| 轨道位置 4星模式   | 东经135°                      | 东经135°                                          | 东经127°                                 | 不適用                                        |
| 轨道位置 7星模式   | 东经148°                      | 东经139°                                          | 东经127°                                 | 东经148°                                      |
| 测位信号           | L1-C/A, L1C, L1S, L2C, L5, L6 | L1-C/A, L1C, L1S, L2C, L5, L5S, L6                | L1-C/A, L1C, L1S, L1Sb, L2C, L5, L5S, L6 | L1-C/A (L1-C/B*1), L1C, L1S, L2C, L5, L5S, L6 |
| L波段天线          |                               |                                                   |                                          |                                               |
| 功率               | 5.3kW                         | 6.3kW                                             | 6.3kW                                    | 6.3kW                                         |
| 衛星重量           | 約4t                          | 約4t                                              | 約4.7t                                   | 約4t                                          |
| 设计寿命           | 10年以上                      | 15年以上                                          | 15年以上                                 | 15年以上                                      |
| 发射时间 （UTC+9） | 2010年9月11日 20时17分        | 2017年6月1日9时17分46秒 2017年10月10日7时01分37秒 | 2017年8月19日 14时29分                   | 2021年10月26日 11时19分37秒                   |
| 发射载具           | H-IIA F18（202）              | 2号：H-IIA F34（202） 4号：H-IIA F36（202）       | H-IIA F35（204）                         | H-IIA F44（202）                              |

### 引用

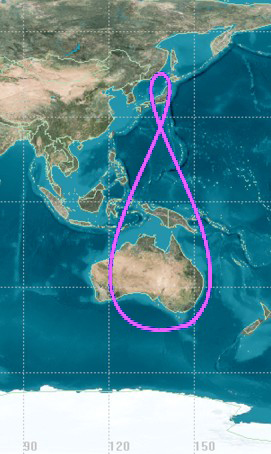
準天頂衛星軌道

準天頂衛星系統動畫

1. ↑  . Quasi-Zenith Satellite System(QZSS).   [2019-07-08]. （原始内容存档于2019-07-08） （英语）.
2. ↑  . 日经中文网.   [2018-11-02] （日语）.
3. ↑   (PDF). 2008-12-12  [2009-05-07]. （原始内容 (PDF)存档于2011-07-25）.
4. ↑  . SpaceNews. 15 May 2017  [10 August 2019]. （原始内容存档于2023-12-09）.
5. ↑  Kriening, Torsten. . SpaceWatch.Global. 23 January 2019  [10 August 2019]. （原始内容存档于2019-04-19）.
6. ↑  Kawahara, Satoshi. . Nikkei Asia. 2023-05-08  [2023-05-22]. （原始内容存档于2023-09-02）.
7. ↑  
Fabrizio Tappero. . VDM Verlag. 2009-05-24. ISBN 978-3-639-16004-8.

## 外部連結
- JAXA Quasi-Zenith Satellite-1 "MICHIBIKI" （页面存档备份，存于）
- JAXA MICHIBIKI Special Site （页面存档备份，存于）
- JAXA MICHIBIKI data site
- Twitter （页面存档备份，存于） （日語）